# Анго Попов
Ангел (Анго) Попов е български търговец, общественик, политик и революционер, деец на националноосвободителното движение на македонските българи от началото на XX век.

## Биография
Анго Попов е от големия български южномакедонски град Кукуш, тогава в Османската империя. Занимава се с търговия на тютюн и забогатява. Активен член е на Кукушката българска община и става кмет на града.
Влиза в националноосвободителното движение на македонските българи. Влиза в Кукушкия комитет на Вътрешната македоно-одринска революционна организация, но е отстранен заради подкрепата му към политиките на Върховния комитет. В януари 1903 година Солунският комитет на ВМОРО без знанието на Кукушкия, нарежда покушение срещу Анго Попов. То е извършено от Туше Иджиларски в един от солунските хотели, но Попов е само ранен. След него в Кукуш стават серия арести, при които е арестуван и председателят на Кукушкия комитет Христо Влахов.
След освобождението на Кукуш по време на Балканската война в 1912 година, Анго Попов е назначен за първи български управител на града. Взима участие в Междусъюзническата война в юни 1913 година под командването на Владимир Караманов. След като Кукуш попада в Гърция след войната, Попов се установява в Пловдив, където отново се занимава с търговия с тютюни, наследена от синовете му, които продължават да работят в семейната фирма „Синове Анго Попов“ в града. В Пловдив Анго Попов е член на масонска ложа. След Септемврийското въстание от 1923 и Горноджумайските събития от 1924 година в Пловдив заедно с Михаил Скендеров, Попов подпомага дейността на Обществената безопасност при борбата ѝ срещу комунистите в македонското движение.
Тютюневите складове на Попов в Кукуш оцеляват при опожаряването на града и в 1997 година са обявени от Министерството на културата на Гърция за паметник на културата.